# Dashanpusaurus dongi
 Dashanpusaurus dongi (“lagarto de Dashanpu de Dong Zhiming”) es la única especie del género extinto Dashanpusaurus de dinosaurio saurópodo camarasáurido, que vivió a mediados del período Jurásico, hace aproximadamente 165 millones de años, en el Bathoniense y Calloviense en lo que es hoy Asia. Fue descrito en 2005 por un grupo de paleontólogos chinos, que lo llamaron Dashanpusaurus dongi en honor al experto en dinosaurios del área de Dashampu, Prof. Dong Zhiming.
El holotipo de Dashanpusaurus fue desenterrado en Sichuan, China, en el poblado de Dashanpu, en sedimentos jurásicos de la Formación Shaximiao, que a su vez es parte de la Formación Dashanpu. Dashanpu esta a solo 7 kilómetros de la ciudad de Zigong, donde se encuentran depositados los fósiles. Estos consisten en una gran cantidad de fragmentos óseos, vértebras, partes de la cadera y de los miembros. Aparte del holotipo, otros ejemplares se han encontrado en el área. Dashanpusaurus era un herbívoro y era cuadrúpedo , como la mayoría de los demás en el infraorden. Sauropoda. Se estima que llegó a medir 17 metros de largo, 5 de alto y a pesar 20 toneladas.